# Samuel Spiro
Pedro Samuel Spiro (né à Hydra, Grèce, alors sous occupation ottomane à une date inconnue, et mort en mars 1814 à Concepción del Uruguay dans la province d'Entre Ríos, en Argentine) est un militaire argentin d'origine grecque. 

## Biographie
Au début du XIXe siècle Samuel Spiro émigre en Argentine et s'installe à Buenos Aires avec ses deux frères.
Lieutenant de marine, il se met au service de la Révolution de Mai en 1810.
Il meurt héroïquement le 28 mars 1814 pendant le combat naval de Martín García face à la marine espagnole, quand il fait exploser son navire plutôt que de se rendre à l’ennemi.
La marine argentine baptisa deux navires en son honneur, dont le dernier en 1987. La communauté grecque d'Argentine fit don du drapeau de ce dernier.